# Marqués de Fronteira

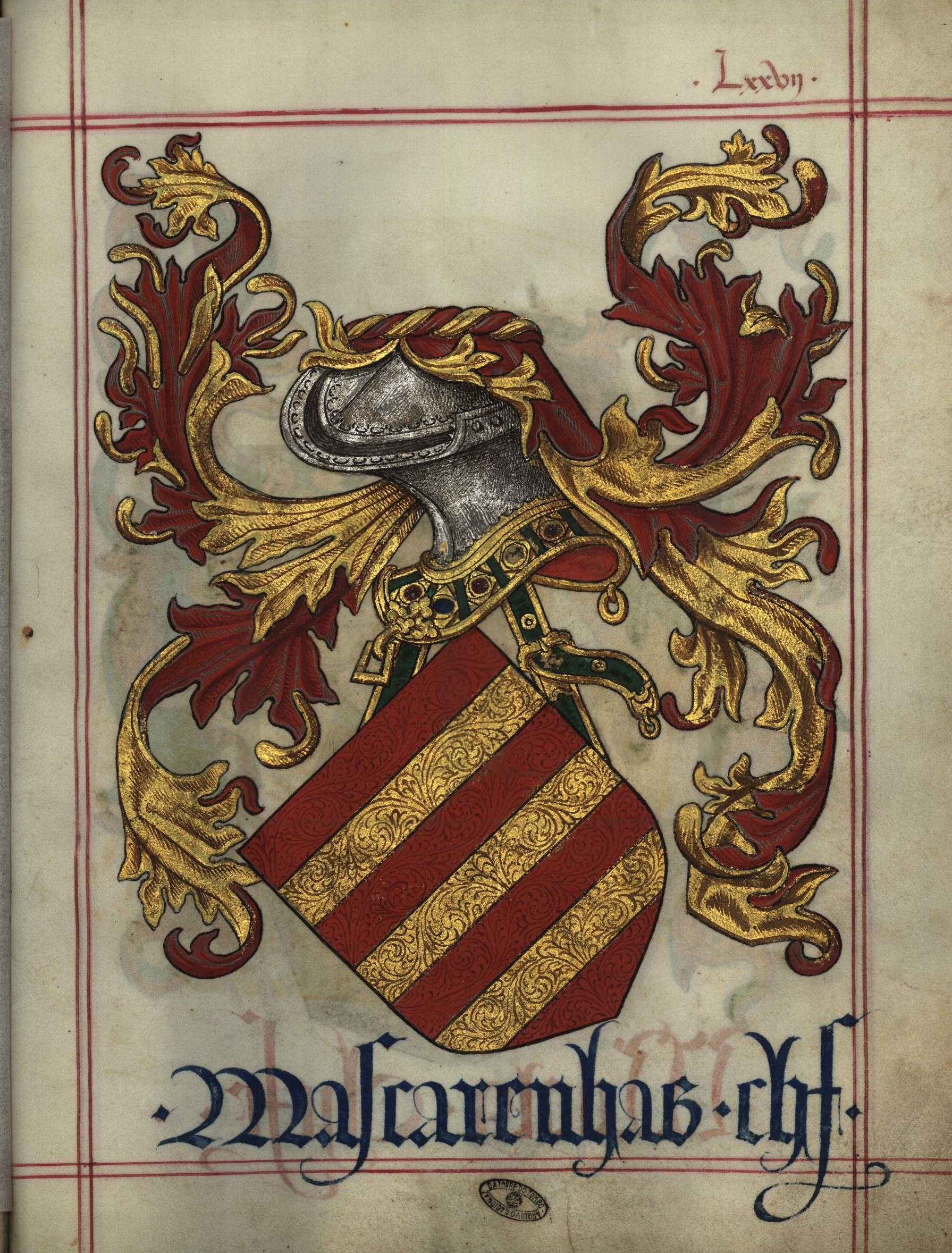
(1509) Armas de los Condes da Torre (1638) y Marqueses de Fronteira (1670) del Livro do Armeiro-Mor.

El título de Marqués de Fronteira (Marquês de Fronteira, por la frontera entre Portugal y España) pertenece a la nobleza de Portugal. Fue atribuido por carta de Alfonso VI de Portugal de 7 de enero de 1670 a D. João de Mascarenhas, 2.º Conde da Torre, como recompensa por sus hechos militares en la Guerra de Restauración portuguesa (1640-1668) y por haber apoyado a D. Pedro II contra Alfonso VI en 1667-1668.
Este Conde da Torre fue quien, ya como Marqués de Fronteira, mandó construir el  Palácio Fronteira, en los alrededores de Lisboa. Todavía hoy posesión de la familia, este bello conjunto arquitectónico y paisajístico, es uno de los mejores ejemplos de mansión de casa nobiliaria de Portugal.
Como la casi totalidad de la alta nobleza portuguesa del Antiguo Régimen, el linaje y sus títulos fueron descritos por António Caetano de Sousa en sus 'Memorias Historicas e Genealogicas dos Grandes de Portugal.
La Casa de Fronteira destaca por ser una de las que mejor ha sobrevivido a las crisis del Antiguo Régimen y del siglo XIX en Portugal, a saber, la Revolución Liberal de Oporto en 1820 y luego las Guerras Liberales de 1828-1834, con sus consecuencias para la alta nobleza. Hoy en día, aparte del palacio y sus jardines en Casa Fronteira, también cuenta con la Heredade da Torre (vestigio del antiguo Condado da Torre) en el concejo de Ponte de Sor, gestionada desde 1963 como Sociedade Agrícola do Condado da Torre. Latifundio de 7.236 hectáreas,  es una de las mayores propiedades de la nobleza portuguesa.
En 1987, Fernando Mascarenhas, titular de la casa nobiliaria entonces, creó la "Fundación de las Casas de Fronteira y Alorna" con fines culturales, científicos y educativos.

## Condes da Torre (1638)

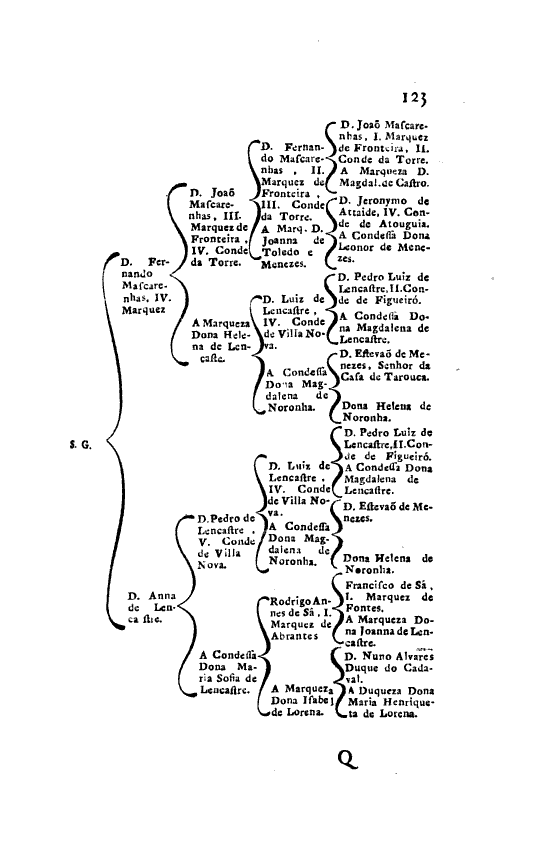
Antepasados de los marqueses, en las Memorias Historicas e Genealogicas dos Grandes de Portugal (1755).

El Condado de Torre (Condes da Torre) tiene sus orígenes en el mayorazgo Torre das Várzeas (Torre de los Humedales), instituido en 1574 por D. Fernando Mascarenhas y su esposa, Philippa da Silva, abuelos del primer conde. El 26 de julio de 1638, este mayorazgo se convirtió en condado, atribución de Felipe III de Portugal al nieto homónimo de D. Fernando.
El primer Conde da Torre fue nombrado Gobernador General de Brasil (1639), y tuvo que hacer frente al invasor holandés. Su hermano, Filipe de Mascarenhas, era entonces gobernador de Ceilan (1640-1645), y después Virrey de la India (1645-1651), también en tiempos de guerra contra los holandeses en el Índico.  En 1640, el Conde da Torre comandó una gran armada hispano-portuguesa contra los holandeses, de 38 navíos, la mayor enviada a Brasil.
El 2º Conde da Torre recibió en 1658 la encomienda de São Martinho de Pindo de la Ordem de Cristo, en el obispado de Viseo, en compensación a los servicios prestados por su padre y su tío.
1. D. Fernando de Mascarenhas (ca. 1610-1651), 1.º Conde da Torre.
2. D. João de Mascarenhas (1633-1681), 2.º Conde da Torre, filho do anterior, feito 1.º Marquês de Fronteira.

## Marqueses de Fronteira (1670)

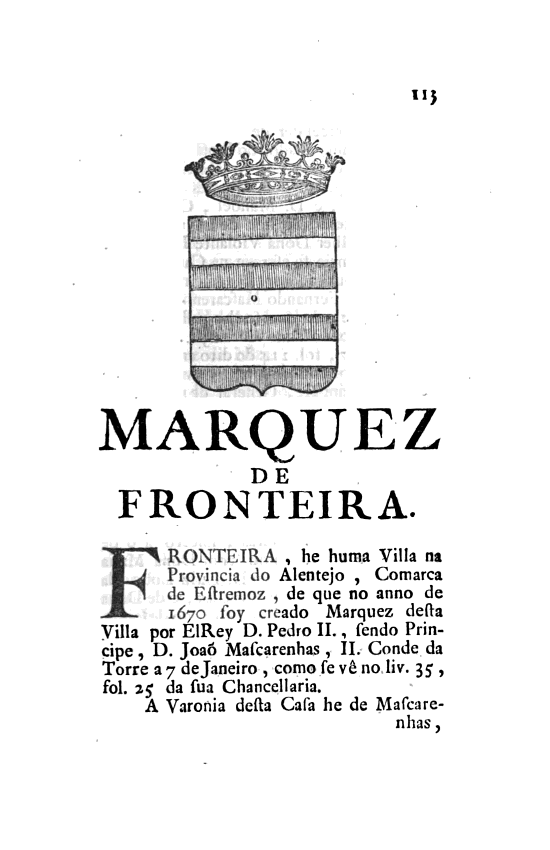
Título de los Marqueses de Fronteira, en la obra de António Caetano de Sousa

El 2º Conde da Torre, además de sus varios cargos civiles, se distinguió especialmente durante las campañas de Aclamación, como entonces se llamó a la Guerra de Restauración. En la fase final del conflicto, estuvo presente en las principales batallas del Alentejo; la Batalla de las Líneas de Elvas (1659), en la que fue herido levemente sirviendo a las órdenes del Conde de Cantanhede; la Batalla de Ameixial (1663), a las órdenes del Conde de Vila Flor; y en la Batalla de Montes Claros (1665), a las órdenes del Marqués de Marialva.
Perteneció también a los Consejos de Estado y de la Guerra desde 1663, y era gentilhombre de cámara del infante D. Pedro desde 1666. Fue nombrado Marqués de  Fronteira en 1670 en recompensa por sus servicios durante la Guerra de Restauración, villa alentejana a medio camino entre los grandes campos de batalla y su Condado da Torre, en Ponte de Sor.
1. D. João de Mascarenhas (1633-1681), 1.º Marquês de Fronteira e 2.º Conde da Torre, hijo del anterior.
2. D. Fernando Mascarenhas (1655-1729), 2.º Marquês de Fronteira, hijo del anterior.
3. D. João Mascarenhas (1679-1737), 3.º Marquês de Fronteira e 4.º Conde da Torre, hijo del anterior.
4. D. Fernando José Mascarenhas (1717-1765), 4.º Marquês de Fronteira e 5.º Conde da Torre, hijo del anterior.
5. D. José Luis Mascarenhas (1721-1799), 5.º Marquês de Fronteira e 6.º Conde da Torre, hermano del anterior.
6. D. João José Luis Mascarenhas Barreto (1778-1806), 6.º Marquês de Fronteira, 7.º Conde da Torre e 7.º Conde de Coculim, hijo del anterior. Casó con Dª. Leonor Oyenhausen de Almeida (1776-1850), 5.ª Marquesa de Alorna y 9.ª Condessa de Assumar, hija y heredera de la famosa Marquesa de Alorna, uniendo así las Casas de Fronteira e Alorna.
7. D. José Trasimundo Mascarenhas Barreto, 7.º Marquês de Fronteira, 6.º Marquês de Alorna, 8.º Conde da Torre, 10.º Conde de Assumar e 8.º Conde de Coculim, hijo del anterior.
8. D. Maria Mascarenhas Barreto, 8ª Marquesa de Fronteira (1822-1914), 6.ª Marquesa de Alorna e 9.ª Condessa da Torre, hija del anterior. Casó con Pedro João de Moraes Sarmento, 2º Barón de Torre de Moncorvo, que nació en Copenhague el 27 de diciembre de 1829 y murió el 10 de enero de 1903, hijo primogénito del primer casamiento del 1º Barón y 1° Vizconde da Torre de Moncorvo.SG
9. D. José Maria Mascarenhas (1856-1930), 9º Marquês de Fronteira, 7º Marquês de Alorna y 10º Conde da Torre.
10. D. José Maria de Mascarenhas (1882-1944), 10º Marquês de Fronteira, 8º Marquês de Alorna.
11. D. Fernando de Mascarenhas (1910-1956), 12.º Conde da Torre, 12.º Conde de Assumar, 11.º Conde de Coculim, 8.º Marqués de Alorna y 11.º Marqués de Fronteira, notable forcado y jefe del grupo de forcados de Santarém,[13] aficionado al automovilismo.
12. D. Fernando José Fernandes Costa Mascarenhas (Lisboa, 17 de abril de 1945 - Lisboa, 12 de noviembre de 2014,[14] 13.º Conde da Torre, 13.º Conde de Assumar, 12.º Conde de Coculim, 9.º Marquês de Alorna e 12.º Marqués de Fronteira. Casado dos veces, imposibilitado para tener descendencia por un problema endocrino. Como sucesor, designó a su sobrino António, por voluntad expresa en su “Sermão ao Meu Sucessor – Notas para Uma Ética da Sobrevivência”.
13. D. António Maria Infante da Câmara Mascarenhas (n. 1985)

## Palacio de los Marqueses de Fronteira

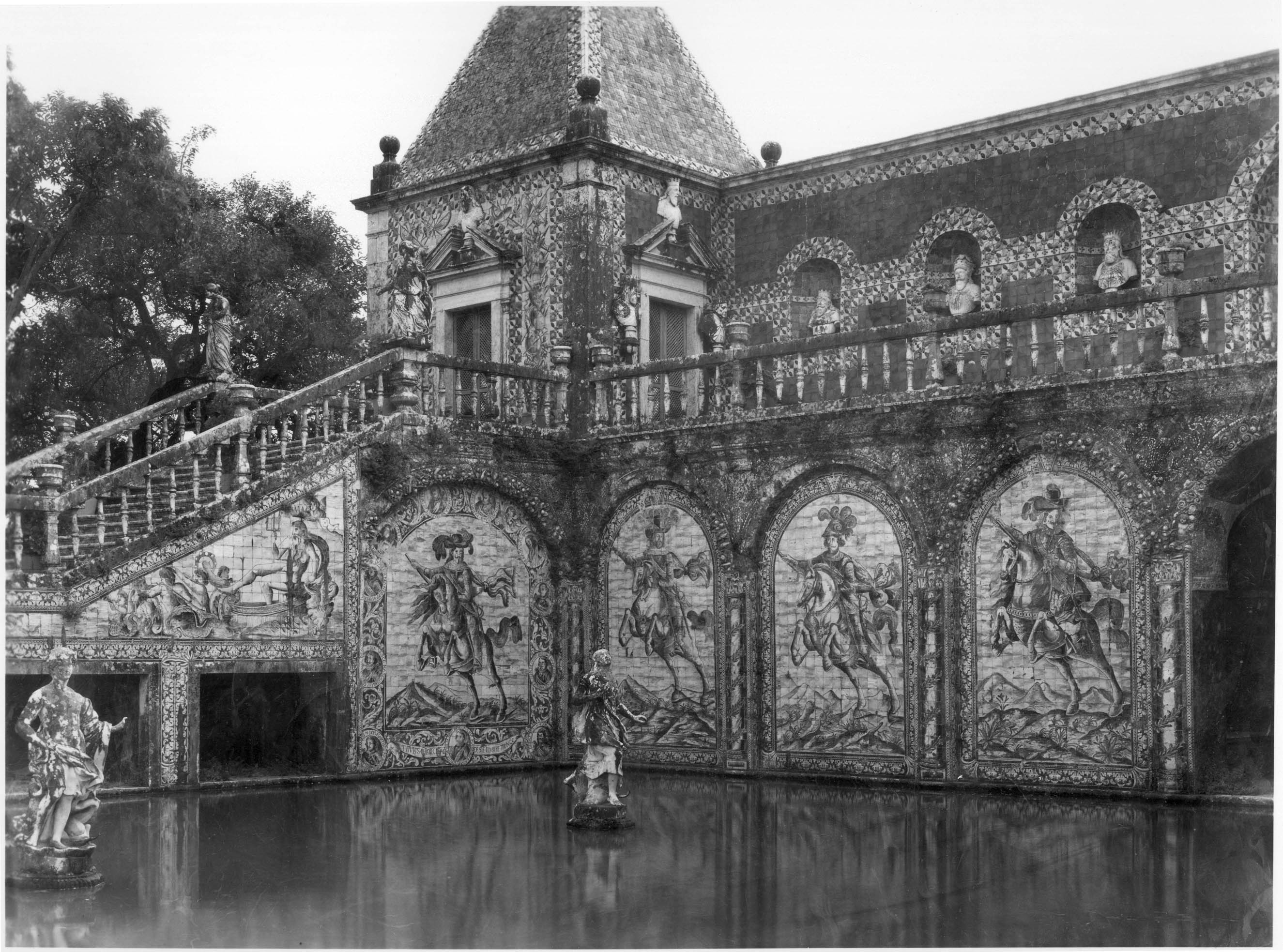
Otra vista del pabellón. Apréciense los azulejos y los bustos reales

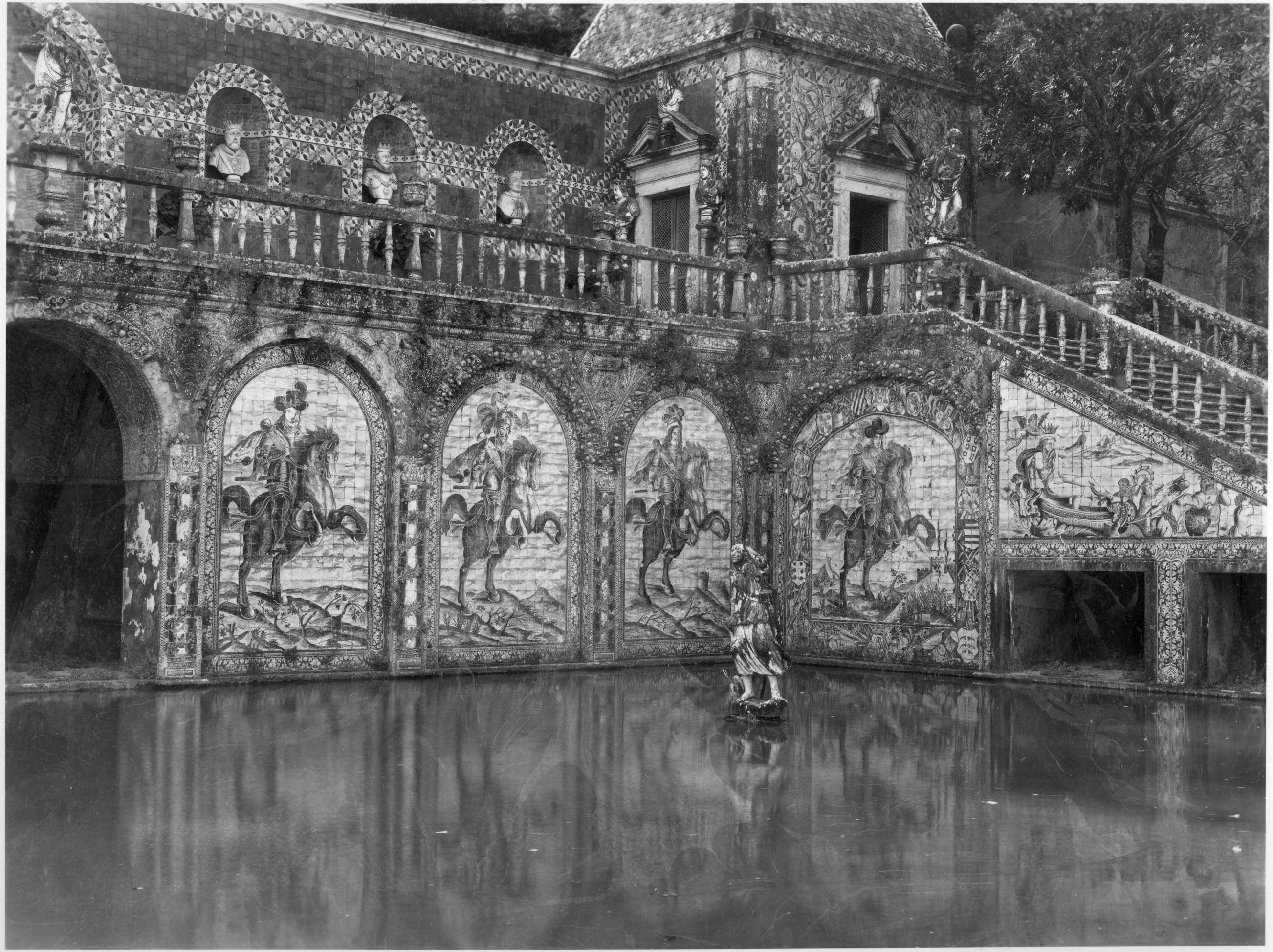
Vista del pabellón y estanque adyacente al palacio y jardines

Nada más ser hecho marqués, D. João Mascarenhas ordenó la construcción del actual Palácio Fronteira, cerca del Convento de Santo Domingo de Benfica, en la freguesia homónima de Lisboa, construido em 1671-1672. 
Clasificado como Monumento Nacional desde 1982, y situado junto al Parque Florestal de Monsanto, el conjunto engloba el palácio propiamente dicho, una capilla, un parque y jardines de 5,5 ha, y un bello pabellón con estanque, imponentes escaleras, azulejería representando a los antepasados de la familia, y una galería com bustos de todos los monarcas portugueses ― excepto los tres españoles de la Dinastía Filipina (los austrias, Felipe II, Felipe III y Felipe IV), a cuyos ejércitos combatió el primer marqués.
El palacio está habitado hoy en día por los herederos de los títulos de la Casa de Fronteira, pero los jardines y algunas de sus salas se pueden visitar. Merece destacarse la llamada Sala de las Batallas.
Desde 1987 el palacio es además sede de la Fundação das Casas de Fronteira e Alorna

## Actualidad de la Casa de Fronteira
Con la caída de la Monarquía y la implantación de la República Portuguesa en 1910, se permitió el uso de los títulos nobiliarios hasta el fallecimiento de sus poseedores. Con el fallecimiento de la última marquesa en 1914, los varios títulos de la Casa de Fronteira son concedidos por la autoridad de D. Duarte Nuno, Duque de Braganza, a través de su Consejo de Nobleza. Actualmente recaen en D. António Maria Infante da Câmara Mascarenhas (1985-), poseedor del título de Marqués de Fronteira y de Conde da Torre de Juro e Herdade, así como de todos los demás títulos de esta importante familia.
D. Fernando Mascarenhas, que ostenta el título de Marqués de Fronteira, instituyó en 1987 la Fundação das Casas de Fronteira e Alorna, que promueve varias actividades culturales, proyectos de investigación, y servicios educativos relacionados con la historia de Portugal. 
Existe también una asociación subsidiaria de la fundación, los Amigos da Fundação das Casas de Fronteira e Alorna, que busca fondos, que fomenta los encuentros sociales y que promovió la restauración de la estatuaria del jardín y los retratos de familia.